# Sandschaagiin Bajar

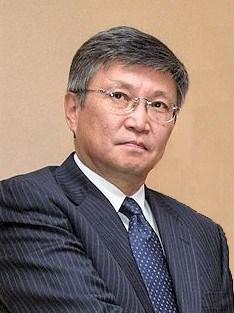
Sandschaagiin Bajar, August 2009

Sandschaagiin Bajar (mongolisch Санжаагийн Баяр; * 4. März 1956 in Ulaan Baatar) ist ein Mongolischer Politiker in der Mongolei und war vom 23. November 2007 bis zum 29. Oktober 2009 Premierminister des Landes.

## Leben
Bajar wurde 1956 in der Hauptstadt Ulan Bator geboren. Er machte an der Moskauer Staatsuniversität seinen Abschluss in Rechtswissenschaft. Von 1979 bis 1983 diente er mit Offiziersrang im mongolischen Generalstab. Von 1983 bis 1988 arbeitete er als Journalist für die Nachrichtenagenturen Montsame und Mongolpress. Von 1990 bis 1992 war er Mitglied des Kleinen Staats-Chural. Von 1992 bis 1997 unterrichtete er an der Akademie für Sozialwissenschaften, studierte in Washington, D.C. und war Direktor des Instituts für Strategische Studien des mongolischen Verteidigungsministeriums. Von 1997 bis 2001 war er der Leiter des Büros des Staatspräsidenten, und von 2001 bis 2005 diente er als Botschafter der Mongolei in Moskau.

## Politische Karriere
Bajar trat 1988 der Mongolischen Revolutionären Volkspartei (MRVP) bei und wurde 2005 Generalsekretär der Partei. Beim Parteikongress 2007 wurde er mit 377 zu 229 Stimmen vor Mijeegombyn Enchbold als Vorsitzender gewählt. Der gleiche Parteikongress stimmte dafür, Bajar als nächsten Premierminister vorzuschlagen. Das von der MRVP dominierte Parlament ernannte Bajar am 22. November 2007 mit 67 gegen zwei Stimmen (87,1 %) zum Premierminister.
Seine Amtszeit als Premierminister begann er mit Verbalattacken gegen Tsachiagiin Elbegdordsch in seiner Inaugurialrede. Er nationalisierte die verbleibenden 15 % privater Anteile an der Tawan Tolgoi Kohlenmine, um sie in ein 100%iges Staatsunternehmen zu verwandeln, wodurch das Interesse russischer Firmen an ihrem großen Kohlevorkommen angestachelt wurde. Des Weiteren ernannte er seinen Vorgänger und früheren Bürgermeister von Ulan Bator Mijeegombiin Enchbold zu seinem Stellvertreter.
Im Oktober 2009 reichte er aus gesundheitlichen Gründen seinen Rücktritt ein. Zuvor hatte er sich wegen einer Hepatitis-Infektion einer medizinischen Behandlung im Ausland unterzogen. Zu seinem Nachfolger wurde Süchbaataryn Batbold ernannt.

## Familie
Bajar heiratete 1998 Chaschbatyn Chulan, ein prominentes Mitglied der Nationaldemokratischen Partei und später der Partei des Bürgerwillens. Die beiden haben mindestens eine Tochter.